# Fórum de Chernobil
O Fórum de Chernobil é um grupo de agências das Nações Unidas, fundado em 2003, na sede da IAEA (Agência Internacional de Energia Atômica), em Viena, para avaliar cientificamente os efeitos sobre a saúde e as consequências ambientais do acidente nuclear de Chernobil, além de emitir relatórios confiáveis sobre os efeitos ambientais e de saúde causados pelo desastre.

## Publicações
O Fórum de Chernobil foi lançado em 5 de setembro de 2003 com um relatório abrangente contendo a avaliação científica sobre as consequências do acidente de Chernobil, intitulado: "Chernobyl’s Legacy: Health, Environmental and Socio-Economic Impacts".  Uma edição revisada foi lançada em março de 2006, juntamente com o relatório "Recommendations to the Governments of Belarus, the Russian Federation and Ukraine".
O relatório abrange a saúde humana, radiação ambiental e aspectos sócio-econômicos. O relatório afirma ser "a avaliação mais abrangente das consequências do acidente até à data" e representa "uma visão de consenso de oito organizações das Nações Unidas, segundo as suas competências e dos três países afetados".
Em relação ao número de mortos do acidente, o relatório afirma que 28 trabalhadores da equipe de emergência morreram de síndrome aguda de radiação e 15 morreram de câncer de tireoide. Também foi estimado que as mortes causadas pelo câncer podem, eventualmente chegar a um total de até 4 mil pessoas entre os 600 mil trabalhadores de limpeza ou "liquidadores". 
Entretanto um artigo adicional afirma que 5 mil pessoas morreram devido ao desastre. O artigo também cita que aconteceram 4 mil casos de câncer de tireoide resultantes do acidente, principalmente em crianças e adolescentes no momento do acidente, porém a taxa de sobrevivência é de quase 99%.

## Participantes
Nove organizações das Nações Unidas estão envolvidas no Fórum de Chernobil:
- IAEA (Agência Internacional de Energia Atômica)
- FAO  (Organização das Nações Unidas para Agricultura e Alimentação)
- OCHA (Escritório das Nações Unidas para a Coordenação de Assuntos Humanitários)
- UNDP (Programa das Nações Unidas para o Desenvolvimento)
- UNEP (Programa das Nações Unidas para o Meio Ambiente)
- UNSCEAR (Comitê Científico das Nações Unidas sobre os Efeitos da Radiação Atômica)
- WHO (Organização Mundial da Saúde)
- World Bank

Os governos da Bielorrússia, Rússia e Ucrânia também fazem parte do fórum.